# Manuel Saenz de Quejana y Toro
Manuel Sáenz de Quejana y Toro (Madrid, 20 de juny de 1859 – Madrid, agost de 1924) fou un advocat i polític espanyol, vuit vegades diputat i tres senador durant el període històric conegut com a restauració borbònica a Espanya.

## Biografia
De professió advocat, auxiliar de la classe de tercers, càrrec al qual renuncia després de rebre l'acta de diputat a les llistes del Partit Conservador.

## Diputat
Comença la seva marxa en l'elecció parcial, a les eleccions generals espanyoles de 1886 verificada el 29 de desembre de 1889, en el Districte 216 d'Alcalá de Henares a la circumscripció de Madrid per a cobrir la vacant deixada per Emilio Pérez Villanueva obtenint 805 vots. A les eleccions d'Eleccions generals espanyoles de 1898 va obtenir acta pel districte 198, Llucena a la circumscripció de Castelló de la Plana, amb 3.541 vots d'un total de 6.821 emesos en un cens electoral de 8.889 electors.
En les següents sis eleccions (30 d'abril de 1903, 10 de setembre de 1905, 21 d'abril de 1907, 8 de maig de 1910, 8 de març de 1914, 9 d'abril de 1916) consolida el seu escó en el Districte 320, Villacarrillo, circumscripció de Jaén.

## Senador
Fou també senador electe per la província de Jaén en la legislatura 1919-1920, repetint en la de 1921-22 i també en la de 1923.